# Рукомет за мушкарце на Летњим олимпијским играма 2012.
Рукометни олимпијски турнир за мушкарце на Летњим олимпијским играма у Лондону 2012. одржан је у периоду између 28. јула и 12. августа уз учешће 12 националних мушких селекција.
Утакмице групне фазе и четврфинални мечеви одиграни су у дворани Копер бокс у Олимпијском парку, капацитета 7.000 места, док су полуфинални мечеви и утакмице за медаље играни у већој кошаркашкој арени.
Укупно 12 тимова подељено је у две групе са по 6 екипа. Након групне фазе по 4 најбоље селекције из сваке групе настављају такмичење у четврфиналу. У свакој екипи налази се максимално 14 играча.
Златну медаљу, други пут за редом је освојила репрезентација Фрнацуске победом у финалу над репрезентацијом Шведске од 22:21. Хрватска је освојила бронзу победом над Мађарском 33:26.

## Освајачи медаља
| Злато     | Сребро  | Бронза   |  |  |  |  |
|           |         |          |  |  |  |  |
| Француска | Шведска | Хрватска |  |  |  |  |

## Учесници
|                             | Датум                | Турнир       | Квота | Квалификовани      |
| --------------------------- | -------------------- | ------------ | ----- | ------------------ |
| Домаћин                     |                      |              | 1     | УК                 |
| Светско првенство 2011.     | 13—30. јануар 2011.  | Шведска      | 1     | Француска          |
| Панамеричке игре 2011.      | 16—24. октобар 2011. | Мексико      | 1     | Аргентина          |
| Азијске квалификације 2011. | 23. окт—2. нов 2011. | Јужна Кореја | 1     | Јужна Кореја       |
| Афричко првенство 2012.     | 10—21. јануар 2012.  | Мароко       | 1     | Тунис              |
| Европско првенство 2012.    | 15—29. јануар 2012.  | Србија       | 1     | Данска             |
| Светске квалификације #1    | 6—8. април 2012.     | Шпанија      | 2     | Шпанија · Србија   |
| Светске квалификације #2    | 6—8. април 2012.     | Шведска      | 2     | Шведска · Мађарска |
| Светске квалификације #3    | 6—8. април 2012.     | Хрватска     | 2     | Хрватска · Исланд  |
| Укупно                      |                      |              | 12    |                    |

## Жреб за групну фазу
Жреб за олимпијски турнир у рукомету одржан је 30. маја 2012. у Лондону. Свих 12 екипа је подељено у 6 шешира, при чему се водило рачуна о квалитету тимова и континенталној припадности:
| Шешир 1   | Шешир 2  | Шешир 3  | Шешир 4          | Шешир 5   | Шешир 6      |
| --------- | -------- | -------- | ---------------- | --------- | ------------ |
| Француска | Шведска  | Исланд   | Србија           | Данска    | Јужна Кореја |
| Шпанија   | Хрватска | Мађарска | Велика Британија | Аргентина | Тунис        |

| Група A                                                                   | Група Б                                                          |
| ------------------------------------------------------------------------- | ---------------------------------------------------------------- |
| - Француска - Шведска - Исланд - Уједињено Краљевство - Аргентина - Тунис | - Шпанија - Хрватска - Мађарска - Србија - Данска - Јужна Кореја |

## Групна фаза
12 екипа подељено је у две групе са по 6 тимова. Игра свако са сваким 5 кола, а по 4 најбоље пласиране селекције из сваке групе настављају такмичење у елиминационој фази. Две последњепалсиране селекције завршавају такмичење, а њихов коначни пласман се одређује на основу учинка у групи.
Групна фаза играла се од 29. јула до 6. августа. Сатница је по локалном британском летњем времену (UTC+1)

### Група А
| 29. јул 2012. 09:30 | Исланд      | 31 : 25  | Аргентина | Копер бокс Гледалаца: 3.701 Судије: Гајпел, Хелбиг (НЕМ) |
| 29. јул 2012. 09:30 | Сигурдсон 9 | (15:14)  | Симонет 5 | Копер бокс Гледалаца: 3.701 Судије: Гајпел, Хелбиг (НЕМ) |
| 29. јул 2012. 09:30 | 6× 3×       | Извештај | 1× 3×     | Копер бокс Гледалаца: 3.701 Судије: Гајпел, Хелбиг (НЕМ) |

| 29. јул 2012. 14:30 | Шведска | 28 : 21  | Тунис     | Копер бокс Гледалаца: 4.155 Судије: Ралуј, Сабросо (ШПА) |
| 29. јул 2012. 14:30 | Додер 8 | (16:11)  | Буганми 6 | Копер бокс Гледалаца: 4.155 Судије: Ралуј, Сабросо (ШПА) |
| 29. јул 2012. 14:30 | 4× 3×   | Извештај | 5× 3×     | Копер бокс Гледалаца: 4.155 Судије: Ралуј, Сабросо (ШПА) |

| 29. јул 2012. 19:30 | Француска | 44 : 15  | Уједињено Краљевство | Копер бокс Гледалаца: 5.000 Судије: Абдула, Бамутреф (КАТ) |
| 29. јул 2012. 19:30 | Жоли 11   | (21:7)   | Гернхем 11           | Копер бокс Гледалаца: 5.000 Судије: Абдула, Бамутреф (КАТ) |
| 29. јул 2012. 19:30 | 2×        | Извештај | 4× 3× 1×             | Копер бокс Гледалаца: 5.000 Судије: Абдула, Бамутреф (КАТ) |

| 31. јул 2012. 09:30 | Тунис    | 22 : 32  | Исланд      | Копер бокс Гледалаца: 3.599 Судије: Ал-Нуаими, Омар (УАЕ) |
| 31. јул 2012. 09:30 | Банур 10 | (8:19)   | Палмарсон 8 | Копер бокс Гледалаца: 3.599 Судије: Ал-Нуаими, Омар (УАЕ) |
| 31. јул 2012. 09:30 | 3× 4×    | Извештај | 5× 4×       | Копер бокс Гледалаца: 3.599 Судије: Ал-Нуаими, Омар (УАЕ) |

| 31. јул 2012. 14:30 | Уједињено Краљевство | 19 : 41  | Шведска   | Копер бокс Гледалаца: 4.382 Судије: Николић, Стојковић (СРБ) |
| 31. јул 2012. 14:30 | Ларсон 4             | (10:24)  | Екберг 13 | Копер бокс Гледалаца: 4.382 Судије: Николић, Стојковић (СРБ) |
| 31. јул 2012. 14:30 | 6× 3× 1×             | Извештај | 4× 3×     | Копер бокс Гледалаца: 4.382 Судије: Николић, Стојковић (СРБ) |

| 31. јул 2012. 21:15 | Аргентина             | 20 : 32  | Француска   | Копер бокс Гледалаца: 3.906 Судије: Олесен, Педерс (ДАН) |
| 31. јул 2012. 21:15 | Фернандез, Рикобели 4 | (9:17)   | Карабатић 7 | Копер бокс Гледалаца: 3.906 Судије: Олесен, Педерс (ДАН) |
| 31. јул 2012. 21:15 | 2× 3×                 | Извештај | 2× 3×       | Копер бокс Гледалаца: 3.906 Судије: Олесен, Педерс (ДАН) |

| 2. август 2012. 11:15 | Француска | 25 : 19  | Тунис   | Копер бокс Гледалаца: 4.670 Судије: Николић, Стојковић (СРБ) |
| 2. август 2012. 11:15 | Нарсис 7  | (12:11)  | Банур 5 | Копер бокс Гледалаца: 4.670 Судије: Николић, Стојковић (СРБ) |
| 2. август 2012. 11:15 | 5× 4×     | Извештај | 7× 4×   | Копер бокс Гледалаца: 4.670 Судије: Николић, Стојковић (СРБ) |

| 2. август 2012. 16:15 | Уједињено Краљевство | 21 : 32  | Аргентина | Копер бокс Гледалаца: 4.581 Судије: Кулибали, Дијабате (ОБС) |
| 2. август 2012. 16:15 | Ларсон 6             | (11:16)  | Симонет 6 | Копер бокс Гледалаца: 4.581 Судије: Кулибали, Дијабате (ОБС) |
| 2. август 2012. 16:15 | 4×                   | Извештај | 3×        | Копер бокс Гледалаца: 4.581 Судије: Кулибали, Дијабате (ОБС) |

| 2. август 2012. 21:15 | Шведска  | 32 : 33  | Исланд      | Копер бокс Гледалаца: 4.590 Судије: Начевски, Николов (МАК) |
| 2. август 2012. 21:15 | Келман 9 | (13:17)  | Палмарсон 9 | Копер бокс Гледалаца: 4.590 Судије: Начевски, Николов (МАК) |
| 2. август 2012. 21:15 | 3×       | Извештај | 8× 3×       | Копер бокс Гледалаца: 4.590 Судије: Начевски, Николов (МАК) |

| 4. август 2012. 09:30 | Тунис   | 34 : 17  | Уједињено Краљевство | Копер бокс Гледалаца: 4.319 Судије: Губица, Милошевић (ХРВ) |
| 4. август 2012. 09:30 | Туми 10 | (14:8)   | Едгар 5              | Копер бокс Гледалаца: 4.319 Судије: Губица, Милошевић (ХРВ) |
| 4. август 2012. 09:30 | 5× 3×   | Извештај | 6× 3×                | Копер бокс Гледалаца: 4.319 Судије: Губица, Милошевић (ХРВ) |

| 4. август 2012. 14:30 | Шведска  | 29 : 13  | Аргентина | Копер бокс Гледалаца: 4.592 Судије: Ралуј, Сабросо (ШПА) |
| 4. август 2012. 14:30 | Екберг 9 | (12:8)   | Симонет 3 | Копер бокс Гледалаца: 4.592 Судије: Ралуј, Сабросо (ШПА) |
| 4. август 2012. 14:30 | 1× 4×    | Извештај | 2× 3×     | Копер бокс Гледалаца: 4.592 Судије: Ралуј, Сабросо (ШПА) |

| 4. август 2012. 19:30 | Исланд     | 30 : 29  | Француска   | Копер бокс Гледалаца: 4.521 Судије: Крстић, Љубић (СЛО) |
| 4. август 2012. 19:30 | Петерсон 6 | (16:15)  | Фернандез 9 | Копер бокс Гледалаца: 4.521 Судије: Крстић, Љубић (СЛО) |
| 4. август 2012. 19:30 | 7× 3×      | Извештај | 4× 2×       | Копер бокс Гледалаца: 4.521 Судије: Крстић, Љубић (СЛО) |

| 6. август 2012. 11:15 | Аргентина | 23 : 25  | Тунис     | Копер бокс Гледалаца: 4.645 Судије: Олесен, Педерсен (ДАН) |
| 6. август 2012. 11:15 | Симонет 6 | (12:12)  | Алујини 7 | Копер бокс Гледалаца: 4.645 Судије: Олесен, Педерсен (ДАН) |
| 6. август 2012. 11:15 | 7× 2× 1×  | Извештај | 6× 3× 1×  | Копер бокс Гледалаца: 4.645 Судије: Олесен, Педерсен (ДАН) |

| 6. август 2012. 16:15 | Исланд      | 41 : 24  | Уједињено Краљевство | Копер бокс Гледалаца: 4.833 Судије: Абдула, Бамутреф (КАТ) |
| 6. август 2012. 16:15 | Сигурдсон 8 | (18:15)  | Ларсон 9             | Копер бокс Гледалаца: 4.833 Судије: Абдула, Бамутреф (КАТ) |
| 6. август 2012. 16:15 | 4× 3×       | Извештај | 5× 3×                | Копер бокс Гледалаца: 4.833 Судије: Абдула, Бамутреф (КАТ) |

| 6. август 2012. 21:15 | Француска | 29 : 26  | Шведска            | Копер бокс Гледалаца: 4.833 Судије: Губица, Милошевић (ХРВ) |
| 6. август 2012. 21:15 | Нарсис 6  | (18:12)  | Екберг, Андерсон 5 | Копер бокс Гледалаца: 4.833 Судије: Губица, Милошевић (ХРВ) |
| 6. август 2012. 21:15 | 1× 3×     | Извештај | 2× 3×              | Копер бокс Гледалаца: 4.833 Судије: Губица, Милошевић (ХРВ) |

| Репрезентација       | Ут | Поб | Н | Изг | Г+  | Г-  | ГР  | Б  |
| -------------------- | -- | --- | - | --- | --- | --- | --- | -- |
| Исланд               | 5  | 5   | 0 | 0   | 167 | 132 | +35 | 10 |
| Француска            | 5  | 4   | 0 | 1   | 159 | 110 | +49 | 8  |
| Шведска              | 5  | 3   | 0 | 2   | 156 | 115 | +41 | 6  |
| Тунис                | 5  | 2   | 0 | 3   | 121 | 125 | -4  | 4  |
| Аргентина            | 5  | 1   | 0 | 4   | 113 | 138 | -25 | 2  |
| Уједињено Краљевство | 5  | 0   | 0 | 5   | 96  | 192 | -96 | 0  |

### Група Б
| 29. јул 2012. 11:15 | Хрватска | 31 : 21  | Јужна Кореја     | Копер бокс Гледалаца: 4.068 Судије: Марина, Миноре (АРГ) |
| 29. јул 2012. 11:15 | Чупић 8  | (14:8)   | Јеон Јик-Јеонг 5 | Копер бокс Гледалаца: 4.068 Судије: Марина, Миноре (АРГ) |
| 29. јул 2012. 11:15 | 4× 1×    | Извештај | 6× 2×            | Копер бокс Гледалаца: 4.068 Судије: Марина, Миноре (АРГ) |

| 29. јул 2012. 16:15 | Шпанија              | 26 : 21  | Србија | Копер бокс Гледалаца: 4.600 Судије: Абрахамсен, Кристијансен (НОР) |
| 29. јул 2012. 16:15 | Сармијенто Мелијан 5 | (10:14)  | Илић 6 | Копер бокс Гледалаца: 4.600 Судије: Абрахамсен, Кристијансен (НОР) |
| 29. јул 2012. 16:15 | 5× 3×                | Извештај | 5× 3×  | Копер бокс Гледалаца: 4.600 Судије: Абрахамсен, Кристијансен (НОР) |

| 29. јул 2012. 21:15 | Мађарска | 25 : 27  | Данска  | Копер бокс Гледалаца: 5.000 Судије: Лазар, Ревере (ФРА) |
| 29. јул 2012. 21:15 | Часар 8  | (10:13)  | Егерт 9 | Копер бокс Гледалаца: 5.000 Судије: Лазар, Ревере (ФРА) |
| 29. јул 2012. 21:15 | 7× 1×    | Извештај | 5× 3×   | Копер бокс Гледалаца: 5.000 Судије: Лазар, Ревере (ФРА) |

| 31. јул 2012. 11:15 | Јужна Кореја                 | 19 : 22  | Мађарска | Копер бокс Гледалаца: 4.262 Судије: Начевски, Николов (МАК) |
| 31. јул 2012. 11:15 | Јеонг Јик-Јеонг, Јеонг Хан 4 | (9:7)    | Лекаји 5 | Копер бокс Гледалаца: 4.262 Судије: Начевски, Николов (МАК) |
| 31. јул 2012. 11:15 | 3× 4×                        | Извештај | 4×       | Копер бокс Гледалаца: 4.262 Судије: Начевски, Николов (МАК) |

| 31. јул 2012. 16:15 | Србија  | 23 : 31  | Хрватска | Копер бокс Гледалаца: 4.827 Судије: Хорачек, Новотни (ЧЕШ) |
| 31. јул 2012. 16:15 | Вујин 6 | (9:13)   | Чупић 8  | Копер бокс Гледалаца: 4.827 Судије: Хорачек, Новотни (ЧЕШ) |
| 31. јул 2012. 16:15 | 3× 4×   | Извештај | 4× 3×    | Копер бокс Гледалаца: 4.827 Судије: Хорачек, Новотни (ЧЕШ) |

| 31. јул 2012. 19:30 | Данска   | 24 : 23  | Шпанија      | Копер бокс Гледалаца: 4.368 Судије: Крстић, Љубић (СЛО) |
| 31. јул 2012. 19:30 | Хансен 8 | (13:12)  | три играча 4 | Копер бокс Гледалаца: 4.368 Судије: Крстић, Љубић (СЛО) |
| 31. јул 2012. 19:30 | 6× 4×    | Извештај | 1× 4×        | Копер бокс Гледалаца: 4.368 Судије: Крстић, Љубић (СЛО) |

| 2. август 2012. 09:30 | Шпанија  | 33 : 29  | Јужна Кореја | Копер бокс Гледалаца: 4.209 Судије: Лазар, Ревере (ФРА) |
| 2. август 2012. 09:30 | Угалде 6 | (16:14)  | Ву 8         | Копер бокс Гледалаца: 4.209 Судије: Лазар, Ревере (ФРА) |
| 2. август 2012. 09:30 | 4× 3×    | Извештај | 8× 2×        | Копер бокс Гледалаца: 4.209 Судије: Лазар, Ревере (ФРА) |

| 2. август 2012. 14:30 | Хрватска | 26 : 19  | Мађарска     | Копер бокс Гледалаца: 4.950 Судије: Абрахамсен, Кристијансен (НОР) |
| 2. август 2012. 14:30 | Чупић 7  | (11:9)   | Часар, Нађ 4 | Копер бокс Гледалаца: 4.950 Судије: Абрахамсен, Кристијансен (НОР) |
| 2. август 2012. 14:30 | 6× 3×    | Извештај | 2× 3×        | Копер бокс Гледалаца: 4.950 Судије: Абрахамсен, Кристијансен (НОР) |

| 2. август 2012. 19:30 | Србија  | 25 : 26  | Данска   | Копер бокс Гледалаца: 4.504 Судије: Гајпел, Хелбиг (НЕМ) |
| 2. август 2012. 19:30 | Вујин 7 | (11:13)  | Хансен 7 | Копер бокс Гледалаца: 4.504 Судије: Гајпел, Хелбиг (НЕМ) |
| 2. август 2012. 19:30 | 7× 3×   | Извештај | 3× 2×    | Копер бокс Гледалаца: 4.504 Судије: Гајпел, Хелбиг (НЕМ) |

| 4. август 2012. 11:15 | Јужна Кореја | 22 : 28  | Србија             | Копер бокс Гледалаца: 4.525 Судије: Бонавентура, Бонавентура (ФРА) |
| 4. август 2012. 11:15 | Јеонг Хан 6  | (10:12)  | Никчевић, Тоскић 5 | Копер бокс Гледалаца: 4.525 Судије: Бонавентура, Бонавентура (ФРА) |
| 4. август 2012. 11:15 | 2× 3×        | Извештај | 1× 6×              | Копер бокс Гледалаца: 4.525 Судије: Бонавентура, Бонавентура (ФРА) |

| 4. август 2012. 16:15 | Хрватска     | 32 : 21  | Данска            | Копер бокс Гледалаца: 4.800 Судије: Лазар, Ревере (ФРА) |
| 4. август 2012. 16:15 | три играча 5 | (14:9)   | Егерт, Линдберг 5 | Копер бокс Гледалаца: 4.800 Судије: Лазар, Ревере (ФРА) |
| 4. август 2012. 16:15 | 2× 3×        | Извештај | 3×                | Копер бокс Гледалаца: 4.800 Судије: Лазар, Ревере (ФРА) |

| 4. август 2012. 21:15 | Мађарска | 22 : 33  | Шпанија       | Копер бокс Судије: Хорачек, Новотни (ЧЕШ) |
| 4. август 2012. 21:15 | Нађ 7    | (13:16)  | Агуинагалде 9 | Копер бокс Судије: Хорачек, Новотни (ЧЕШ) |
| 4. август 2012. 21:15 | 4×       | Извештај | 4× 3×         | Копер бокс Судије: Хорачек, Новотни (ЧЕШ) |

| 6. август 2012. 09:30 | Мађарска | 26 : 23  | Србија             | Копер бокс Гледалаца: 4.159 Судије: Абрахамсен, Кристијансен (НОР) |
| 6. август 2012. 09:30 | Мочаји 9 | (9:11)   | Илић, Продановић 5 | Копер бокс Гледалаца: 4.159 Судије: Абрахамсен, Кристијансен (НОР) |
| 6. август 2012. 09:30 | 3× 4×    | Извештај | 4× 3×              | Копер бокс Гледалаца: 4.159 Судије: Абрахамсен, Кристијансен (НОР) |

| 6. август 2012. 14:30 | Данска                  | 26 : 24  | Јужна Кореја             | Копер бокс Гледалаца: 4.546 Судије: Ал-Нуаими, Омар (УАЕ) |
| 6. август 2012. 14:30 | Егерт Јенсен, Кнудсен 6 | (13:14)  | Ли Јае Ву, Еом Хју-Вон 6 | Копер бокс Гледалаца: 4.546 Судије: Ал-Нуаими, Омар (УАЕ) |
| 6. август 2012. 14:30 | 2× 4×                   | Извештај | 1× 2×                    | Копер бокс Гледалаца: 4.546 Судије: Ал-Нуаими, Омар (УАЕ) |

| 6. август 2012. 19:30 | Шпанија            | 25 : 30  | Хрватска          | Копер бокс Гледалаца: 4.856 Судије: Гајпел, Хелбиг (НЕМ) |
| 6. август 2012. 19:30 | Ентрериос, Томас 5 | (10:11)  | Чупић, Лацковић 7 | Копер бокс Гледалаца: 4.856 Судије: Гајпел, Хелбиг (НЕМ) |
| 6. август 2012. 19:30 | 3×                 | Извештај | 2× 4×             | Копер бокс Гледалаца: 4.856 Судије: Гајпел, Хелбиг (НЕМ) |

| Репрезентација | Ут | Поб | Н | Изг | Г+  | Г-  | ГР  | Б  |
| -------------- | -- | --- | - | --- | --- | --- | --- | -- |
| Хрватска       | 5  | 5   | 0 | 0   | 150 | 109 | +41 | 10 |
| Данска         | 5  | 4   | 0 | 1   | 124 | 129 | -5  | 8  |
| Шпанија        | 5  | 3   | 0 | 2   | 140 | 126 | +14 | 6  |
| Мађарска       | 5  | 2   | 0 | 3   | 114 | 128 | -14 | 4  |
| Србија         | 5  | 1   | 0 | 4   | 120 | 131 | -11 | 2  |
| Јужна Кореја   | 5  | 0   | 0 | 5   | 115 | 140 | -25 | 0  |

## Завршни део
|  | Четвртфинале      | Четвртфинале       |                    |    | Полуфинале  | Полуфинале  |  |  | Финале | Финале |
|  |                   |                    |                    |    |             |             |  |  |        |        |
|  | 8. август - 11:00 |                    |                    |    |             |             |  |  |        |        |
|  |                   |                    |                    |    |             |             |  |  |        |        |
|  | Исланд            | 33                 |                    |    |             |             |  |  |        |        |
|  | Исланд            | 33                 | 10. август - 17:00 |    |             |             |  |  |        |        |
|  | Мађарска (прод.)  | 34                 |                    |    |             |             |  |  |        |        |
|  | Мађарска (прод.)  | 34                 | Мађарска           | 26 |             |             |  |  |        |        |
|  | 8. август - 18:00 |                    | Мађарска           | 26 |             |             |  |  |        |        |
|  |                   | Шведска            | 27                 |    |             |             |  |  |        |        |
|  | Данска            | Шведска            | 27                 | 22 |             |             |  |  |        |        |
|  | Данска            |                    | 12. август - 15:00 | 22 |             |             |  |  |        |        |
|  | Шведска           | 24                 |                    |    |             |             |  |  |        |        |
|  | Шведска           | 24                 | Шведска            | 21 |             |             |  |  |        |        |
|  | 8. август - 14:30 |                    | Шведска            | 21 |             |             |  |  |        |        |
|  |                   | Француска          | 22                 |    |             |             |  |  |        |        |
|  | Француска         | Француска          | 22                 | 23 |             |             |  |  |        |        |
|  | Француска         | 10. август - 20:30 |                    | 23 |             |             |  |  |        |        |
|  | Шпанија           | 22                 |                    |    |             |             |  |  |        |        |
|  | Шпанија           | 22                 | Француска          | 25 |             |             |  |  |        |        |
|  | 8. август - 21:30 |                    | Француска          | 25 |             |             |  |  |        |        |
|  |                   | Хрватска           | 22                 |    | Треће место | Треће место |  |  |        |        |
|  | Хрватска          | Хрватска           | 22                 | 25 | Треће место | Треће место |  |  |        |        |
|  | Хрватска          |                    | 12. август - 11:00 | 25 |             |             |  |  |        |        |
|  | Тунис             | 23                 |                    |    |             |             |  |  |        |        |
|  | Тунис             | 23                 | Мађарска           | 26 |             |             |  |  |        |        |
|  |                   |                    |                    |    |             |             |  |  |        |        |
|  | Хрватска          | 33                 |                    |    |             |             |  |  |        |        |
|  | Хрватска          | 33                 |                    |    |             |             |  |  |        |        |

### Четвртфинале
| 8. август 11:00 | Исланд                 | 33 : 34 (ПР) | Мађарска | Кошаркашка арена Гледалаца: 9.063 Судије: Лазар, Ревере (ФРА) |
| 8. август 11:00 | Сигурдсон 8            | (12:16)      | Нађ 9    | Кошаркашка арена Гледалаца: 9.063 Судије: Лазар, Ревере (ФРА) |
| 8. август 11:00 | 2× 3×                  | Извештај     | 4× 3×    | Кошаркашка арена Гледалаца: 9.063 Судије: Лазар, Ревере (ФРА) |
| 8. август 11:00 | РВ: 27:27 ПР: 3:3, 3:4 |              |          | Кошаркашка арена Гледалаца: 9.063 Судије: Лазар, Ревере (ФРА) |

| 8. август 14:30 | Шпанија | 22 : 23  | Француска | Кошаркашка арена Гледалаца: 8.890 Судије: Николић, Стојковић (СРБ) |
| 8. август 14:30 | Томас 6 | (12:9)   | Акамбре 7 | Кошаркашка арена Гледалаца: 8.890 Судије: Николић, Стојковић (СРБ) |
| 8. август 14:30 | 3× 4×   | Извештај | 3× 4×     | Кошаркашка арена Гледалаца: 8.890 Судије: Николић, Стојковић (СРБ) |

| 8. август 18:00 | Шведска | 24 : 22  | Данска     | Кошаркашка арена Гледалаца: 9.494 Судије: Начевски, Николов (МАК) |
| 8. август 18:00 | Додер 6 | (11:9)   | Линдберг 6 | Кошаркашка арена Гледалаца: 9.494 Судије: Начевски, Николов (МАК) |
| 8. август 18:00 | 5× 4×   | Извештај | 2× 4×      | Кошаркашка арена Гледалаца: 9.494 Судије: Начевски, Николов (МАК) |

| 8. август 21:30 | Хрватска | 25 : 23  | Тунис            | Кошаркашка арена Гледалаца: 9.578 Судије: Марина, Миноре (АРГ) |
| 8. август 21:30 | Чупић 8  | (11:12)  | Јалуз, Алујини 4 | Кошаркашка арена Гледалаца: 9.578 Судије: Марина, Миноре (АРГ) |
| 8. август 21:30 | 3× 2×    | Извештај | 5× 4× 1×         | Кошаркашка арена Гледалаца: 9.578 Судије: Марина, Миноре (АРГ) |

### Полуфинале
| 10. август 17:00 | Мађарска | 26 : 27  | Шведска  | Кошаркашка арена Гледалаца: 9.597 Судије: Гајпел, Хелбиг (НЕМ) |
| 10. август 17:00 | Часар 8  | (12:15)  | Екберг 6 | Кошаркашка арена Гледалаца: 9.597 Судије: Гајпел, Хелбиг (НЕМ) |
| 10. август 17:00 | 3× 4×    | Извештај | 5× 3×    | Кошаркашка арена Гледалаца: 9.597 Судије: Гајпел, Хелбиг (НЕМ) |

| 10. август 20:30 | Француска    | 25 : 22  | Хрватска | Кошаркашка арена Гледалаца: 9.849 Судије: Абрахамсен, Кристијансен (НОР) |
| 10. август 20:30 | три играча 4 | (12:10)  | Хорват 6 | Кошаркашка арена Гледалаца: 9.849 Судије: Абрахамсен, Кристијансен (НОР) |
| 10. август 20:30 | 2× 4×        | Извештај | 2× 4×    | Кошаркашка арена Гледалаца: 9.849 Судије: Абрахамсен, Кристијансен (НОР) |

### Утакмица за 3. место
| 12. август 11:00 | Мађарска  | 26 : 33  | Хрватска | Кошаркашка арена Гледалаца: 9.263 Судије: Хорачек, Новотни (ЧЕШ) |
| 12. август 11:00 | Харшањи 8 | (14:19)  | Чупић 8  | Кошаркашка арена Гледалаца: 9.263 Судије: Хорачек, Новотни (ЧЕШ) |
| 12. август 11:00 | 4× 2×     | Извештај | 3×       | Кошаркашка арена Гледалаца: 9.263 Судије: Хорачек, Новотни (ЧЕШ) |

### Финале
| 12. август 15:00 | Шведска  | 21 : 22  | Француска | Кошаркашка арена Гледалаца: 9.627 Судије: Крстић, Љубић (СЛО) |
| 12. август 15:00 | Екберг 6 | (8:10)   | Гигу 5    | Кошаркашка арена Гледалаца: 9.627 Судије: Крстић, Љубић (СЛО) |
| 12. август 15:00 | 4× 3×    | Извештај | 2× 4×     | Кошаркашка арена Гледалаца: 9.627 Судије: Крстић, Љубић (СЛО) |

| 2° место Шведска | Олимпијски победник у рукомету за мушкарце Француска 2° титула | 3° место Хрватска |

## Коначан пласман
| \| Пласман \| Репрезентација \| \| ------- \| ---------------- \| \| Злато \| Француска \| \| Сребро \| Шведска \| \| Бронза \| Хрватска \| \| 4. \| Мађарска \| \| 5. \| Исланд \| \| 6. \| Данска \| \| 7. \| Шпанија \| \| 8. \| Тунис \| \| 9. \| Србија \| \| 10. \| Аргентина \| \| 11. \| Јужна Кореја \| \| 12. \| Велика Британија \| | Најбољи тим - Голман: Тијери Омејер - Лево крило: Јонас Келман - Леви бек: Арон Палмарсон - Средњи бек: Никола Карабатић - Десни бек: Ким Андерсон - Десно крило: Иван Чупић - Пивот: Ђулен Агинагалде Изабран од званичника тимова и стручњака ИХФ-а: IHF.info |
| Пласман | Репрезентација |
| Злато | Француска |
| Сребро | Шведска |
| Бронза | Хрватска |
| 4. | Мађарска |
| 5. | Исланд |
| 6. | Данска |
| 7. | Шпанија |
| 8. | Тунис |
| 9. | Србија |
| 10. | Аргентина |
| 11. | Јужна Кореја |
| 12. | Велика Британија |

## Састави победничких екипа
| Злато  | Француска | Жером Фернандез, Дидије Динар, Гзавје Бараше, Гијом Жил, Бертран Жил, Данијел Нарсис, Гијом Жоли, Самјуел Онрубиа, Дауда Карабуе, Никола Карабатић, Тијери Омејер, Вилијам Акамбрај, Лик Абало, Седрик Сораиндо, Микаел Гигу                    | Селектор: Клод Онеста                 |
| Сребро | Шведска   | Матијас Андерсон, Матијас Густафсон, Ким Андерсон, Јонас Калман, Магнус Јернемир, Никлас Екберг, Далибор Додер, Јонас Лархолм, Тобијас Карлсон, Јохан Јакобсон, Јохан Сјестранд, Фредерик Петерсен, Ким Екдал, Матијас Закрисон, Андреас Нилсон | Селектор: Штефан Олсон и Ола Линдгрен |
| Бронза | Хрватска  | Венио Лосерт, Ивано Балић, Домагој Дувњак, Блаженко Лацковић, Марко Копљар, Игор Вори, Јаков Гојун, Златко Хорват, Драго Вуковић, Дамир Бичанић, Денис Бунтић, Мирко Алиловић, Мануел Штрлек, Иван Чупић, Иван Нинчевић                         | Селектор: Славко Голужа               |